# Mentzelia
Genre
Classification APG III (2009)
Mentzelia est un genre végétal de la famille des Loasaceae.

## Liste d'espèces
Selon ITIS :
- Mentzelia affinis Greene
- Mentzelia albescens (Gillies & Arn.) Griseb.
- Mentzelia albicaulis (Dougl. ex Hook.) Dougl. ex Torr. & Gray
- Mentzelia argillosa J. Darl.
- Mentzelia aspera L.
- Mentzelia asperula Woot. & Standl.
- Mentzelia candelariae H.J. Thompson & Prigge
- Mentzelia chrysantha Engelm. ex Brandeg.
- Mentzelia collomiae C.M. Christy
- Mentzelia congesta Nutt. ex Torr. & Gray
- Mentzelia crocea Kellogg
- Mentzelia cronquistii H.J. Thompson & Prigge
- Mentzelia decapetala (Pursh ex Sims) Urban & Gilg ex Gilg
- Mentzelia densa Greene
- Mentzelia desertorum (A. Davids.) H.J. Thompson & Roberts
- Mentzelia dispersa S. Wats.
- Mentzelia eremophila (Jepson) H.J. Thompson & Roberts
- Mentzelia floridana Nutt. ex Torr. & Gray
- Mentzelia goodrichii Thorne & Welsh
- Mentzelia gracilenta (Nutt.) Torr. & Gray
- Mentzelia hirsutissima S. Wats.
- Mentzelia humilis (Gray) J. Darl.
- Mentzelia incisa Urban & Gilg
- Mentzelia involucrata S. Wats.
- Mentzelia inyoensis Prigge
- Mentzelia isolata H.C. Gentry
- Mentzelia jonesii (Urban & Gilg) H.J. Thompson & Roberts
- Mentzelia laciniata (Rydb.) J. Darl.
- Mentzelia laevicaulis (Dougl. ex Hook.) Torr. & Gray
- Mentzelia leucophylla Brandeg.
- Mentzelia lindheimeri Urban & Gilg
- Mentzelia lindleyi Torr. & Gray
- Mentzelia marginata (Osterhout) H.J. Thompson & Prigge
- Mentzelia mexicana H.J. Thompson & Zavortink
- Mentzelia micrantha (Hook. & Arn.) Torr. & Gray
- Mentzelia mollis M.E. Peck
- Mentzelia montana (A. Davids.) A. Davids.
- Mentzelia multicaulis (Osterhout) A. Nels. ex J. Darl.
- Mentzelia multiflora (Nutt.) Gray
- Mentzelia nitens Greene
- Mentzelia nuda (Pursh) Torr. & Gray
- Mentzelia obscura H.J. Thompson & Roberts
- Mentzelia oligosperma Nutt. ex Sims
- Mentzelia oreophila J. Darl.
- Mentzelia pachyrhiza I.M. Johnston
- Mentzelia packardiae Glad.
- Mentzelia pectinata Kellogg
- Mentzelia perennis Woot.
- Mentzelia polita A. Nels.
- Mentzelia pterosperma Eastw.
- Mentzelia pumila Nutt. ex Torr. & Gray
- Mentzelia reflexa Coville
- Mentzelia reverchonii (Urban & Gilg) H.J. Thompson & Zavortink
- Mentzelia rusbyi Woot.
- Mentzelia saxicola H.J. Thompson & Zavortink
- Mentzelia shultziorum Prigge
- Mentzelia sinuata (Rydb.) R.J. Hill
- Mentzelia speciosa Osterhout
- Mentzelia springeri (Standl.) Tidestrom
- Mentzelia strictissima (Woot. & Standl.) J. Darl.
- Mentzelia texana Urban & Gilg
- Mentzelia torreyi Gray
- Mentzelia tricuspis Gray
- Mentzelia tridentata (A. Davids.) H.J. Thompson & Roberts
- Mentzelia veatchiana Kellogg